# 7,65 × 25 mm Borchardt

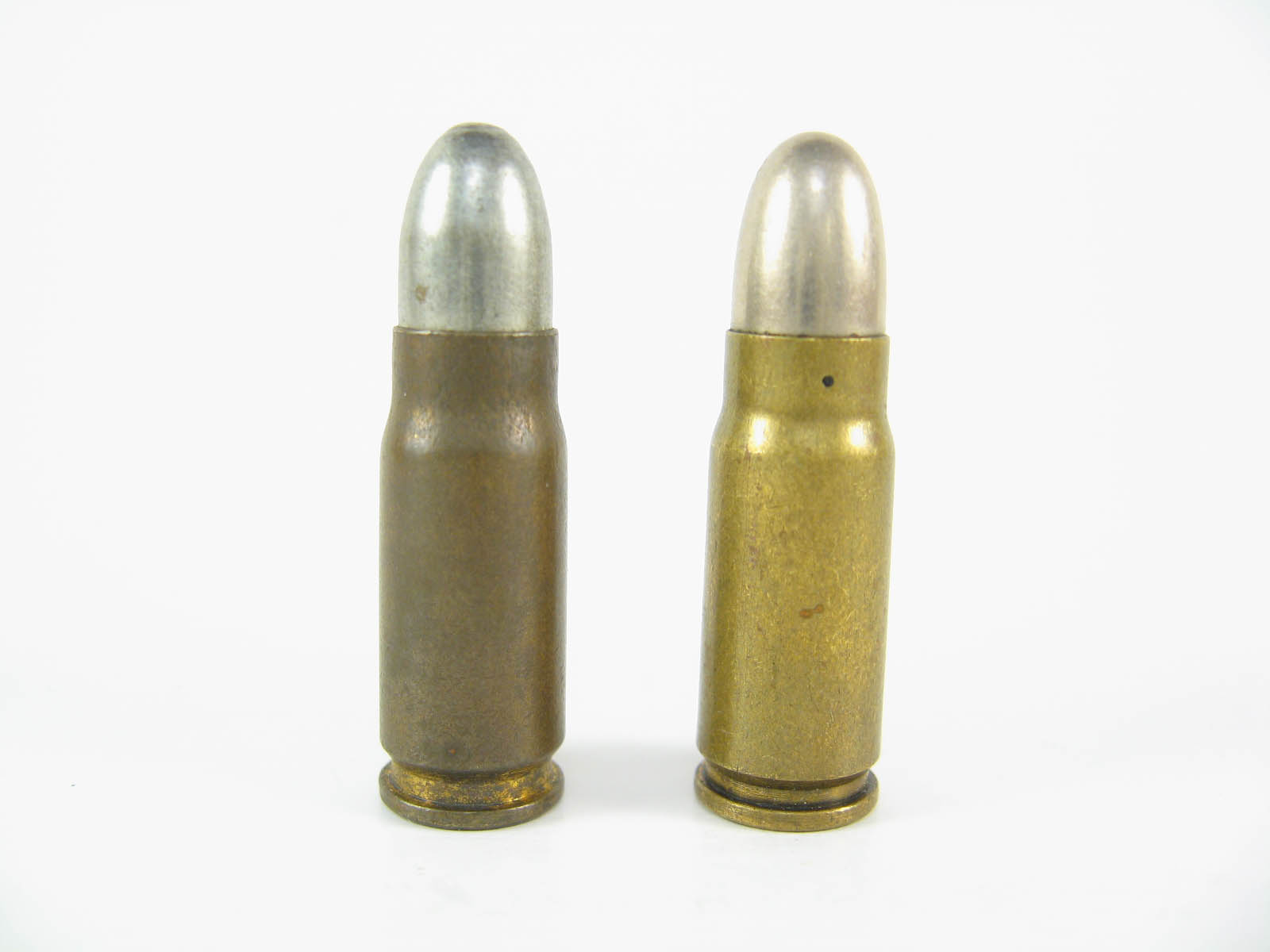
7,65x25mm Borchardt vlevo a 7,63x25mm Mauser vpravo

7,65×25mm Borchardt byl prvním úspěšným bezokrajovým pistolovým nábojem (tj. nábojem s centrálním zápalem). Tvůrcem náboje byl německý konstruktér Hugo Borchardt (někdy je uváděn jako spolutvůrce Georg Luger), který jej vytvořil pro svoji pistoli Borchardt C-93.

## Historie
Náboj vznikl roku 1893 zmenšením náboje M/88 pro pušku 88. Bratři Feederle použili náboj Borchardt jako základ pro svůj náboj 7,63 × 25 mm Mauser pro svou pistoli Mauser C96. 7,63 × 25 mm Mauser má shodné rozměry jako Borchardt, ale silnější prachovou náplň. Z náboje 7,63 × 25 mm Mauser dále vznikl
7,62 × 25 mm Tokarev který má ještě silnější prachovou náplň. 7.65×25mm Borchardt byl rovněž základem pro náboj 7,65 × 21 mm Parabellum, který vznikl pro pistoli Luger.

## Specifikace
- Průměrná hmotnost střely: 5,5 g (85 grainů)
- Průměrná úsťová rychlost: 390 m/s
- Průměrná úsťová energie: 423 J
- průměr střely: 7,86 mm
- průměr krčku: 8,46 mm
- délka nábojnice: 25,15 mm
- délka náboje: 34,10 mm